# جواز سفر بيرو
يصدر جواز سفر بيرو لمواطني بيرو للسفر إلى خارج البلاد. اعتبارًا من 15 مارس 2022 كان لدى مواطني بيرو تأشيرة دخول أو تأشيرة عند الوصول إلى 135 دولة وإقليم، مما أدى إلى تصنيف جواز السفر البيروفي في المرتبة 36 بشكل عام والمرتبة 8 في القارة الأمريكية من حيث حرية السفر العالمية وفقًا لمؤشر هينلي لجوازات السفر.